# Teresa Mañà Terré
Teresa Mañà Terré   (Barcelona, 1954) és una bibliotecària i professora jubilada de la Facultat d'Informació i Mitjans Audiovisuals de la Universitat de Barcelona entre 1993 i 2020 (abans ho havia estat de l'Escola Universitària Jordi Rubió i Balaguer de Biblioteconomia i Documentació, predecessora de la Facultat), on ha impartit assignatures sobre biblioteques escolars i història de les biblioteques públiques a Catalunya als segles XIX i XX. Des del 1992 fins al 2022 ha estat responsable de la secció de llibre infantil de la revista Serra d’Or. Entre les seves publicacions destaca el llibre Les biblioteques populars de la Mancomunitat 1915-1925 (2007), fruit de la seva tesi doctoral, Les biblioteques populars a través dels seus Anuaris: 1922-1936 (2001) i, darrerament, Les biblioteques, un projecte d'èxit? Una mirada cent anys després (2014). Ha estat assessora per a l'àmbit de biblioteques populars en l'exposició L‘inici del demà. Mancomunitat de Catalunya 100 anys (CCCB, 2014) i comissària de l'exposició BiblioTec. Cent anys d'estudis i professió bibliotecària a Catalunya (Palau Robert, febrer-maig 2015). Ha estat coordinadora del grup de recerca consolidat “BIBES: biblioteques, educació i societat” (2017 SGR 00520). Forma part de la Junta Directiva de l'Ateneu Barcelonès des del 2021.